# لودفيغ ديه
لودفيغ ديه (بالنرويجية البوكمول: Ludvig Daae)‏ هو قسيس نرويجي، ولد في 9 مايو 1723، وتوفي في 18 فبراير 1786.